# Earhart Corona
L'Earhart Corona è una struttura geologica della superficie di Venere. Originariamente indicato come cratere, è stato riclassificato come corona nel 1982. Deve il proprio nome all'aviatrice statunitense Amelia Earhart.